# Agrotis wikstroemiae
Agrotis wikstroemiae är en fjärilsart som beskrevs av Otto Herman Swezey 1920. Agrotis wikstroemiae ingår i släktet Agrotis och familjen nattflyn. Inga underarter finns listade i Catalogue of Life.